# Ctenotus septenarius
Espèce
Ctenotus septenarius est une espèce de sauriens de la famille des Scincidae.

## Répartition
Cette espèce est endémique du Territoire du Nord en Australie.

## Étymologie
Du latin septenarius ("qui contient sept"), à propos des sept bandes noires du motif dorsal de ce saurien.

## Publication originale
- King, Horner & Fyfe, 1988 : A new species of Ctenotus (Reptilia: Scincidae) from central Australia, and a key to the Ctenotus leonhardii species group. The Beagle, vol. 5, no 1, p. 147-153.